# Marie-Anne Félix
Marie-Anne Félix est une chercheuse française spécialisée en génétique évolutive.

## Biographie

### Famille et formation
Marie-Anne Félix entre à l'École normale supérieure de jeunes filles en 1985. Après une formation en biologie à l’École normale supérieure et à l'Université Pierre-et-Marie-Curie, elle effectue ses travaux de recherche de doctorat au Laboratoire européen de biologie moléculaire (EMBL) sous la direction d'Éric Karsenti et soutient sa thèse sur le contrôle temporel du cycle cellulaire.

### Carrière professionnelle
Marie-Anne Félix est recrutée au Centre national de la recherche scientifique (CNRS) en 1991 à l'Institut Jacques Monod et continue sa formation à l'Université de Princeton avec Stanislas Leibler puis au California Institute of Technology (Caltech) avec Paul Sternberg de 1994 à 1997 ,. Fin 2011, Marie-Anne Félix rejoint l'Institut de biologie de l'École normale supérieure. Entre 2011 et 2017, Marie-Anne Félix est Professeure à l'ENS.

### Travaux de recherche
Ses travaux de recherche portent sur l'évolution des systèmes biologiques en utilisant comme organisme modèle Caenorhabditis elegans et d'autres nématodes. 
En collectant des nématodes dans la nature, Marie-Anne Félix a découvert de nouvelles espèces de Caenorhabditis et des pathogènes les infectant, comme la microsporidie Nematocida parisii et le Virus d'Orsay.

## Distinctions
Après avoir reçu la médaille de bronze du CNRS en 1994, Marie-Anne Félix reçoit la médaille d'argent du CNRS en 2012.
Le 31 décembre 2018, elle est nommée au grade de chevalier dans l'ordre national de la Légion d'honneur au titre de « directrice de recherche, responsable d’équipe à l’Institut de biologie de l’École normale supérieure ; 28 ans de services ».